# Gottlieb Prager
Christian Heinrich Gottlieb Prager (* 18. Januar 1839 in Zadelsdorf; † 3. März 1920 in Kleinwolschendorf) war ein deutscher Gutsbesitzer und Politiker.

## Leben
Prager war der Sohn des Bauern Johann Gottfried Prager und dessen Ehefrau Johanne Christiane Sophie geborene Hebenstreit. Prager, der evangelisch-lutherischer Konfession war, heiratete am 19. November 1863 in Kleinwolschendorf Johanne Sophie Hetzer (* 20. August 1842 in Kleinwolschendorf; † 27. Dezember 1924 ebenda), die Tochter des Bauern Christian Heinrich Hetzer in Kleinwolschendorf.
Prager lebte Gutsbesitzer und Amtsschulze in Kleinwolschendorf. 1893 wurde er dort Vorstandsmitglied der Kirchengemeinde und war dort langjährig Kirchenkassenvorsteher.
Vom 19. März bis zum 12. September 1895 war er als Nachfolger von Ernst Münch Mitglied im Landtag Reuß jüngerer Linie.